# Fatikchari
Fatikchari är en ort i Bangladesh.   Den ligger i provinsen Chittagong, i den sydöstra delen av landet, 180 km sydost om huvudstaden Dhaka. Fatikchari ligger 14 meter över havet och antalet invånare är 33 200.
Terrängen runt Fatikchari är platt, och sluttar österut. Fatikchari är det största samhället i trakten.
I omgivningarna runt Fatikchari växer huvudsakligen savannskog. Runt Fatikchari är det tätbefolkat, med 790 invånare per kvadratkilometer.